# Bruinhart
Bruinhart (Vouacapoua americana) (ook bekend als wakapoe of akapoe) is een boomsoort uit de vlinderbloemenfamilie (Fabaceae).
De boom wordt 25-30 meter hoog en de stam 40 tot 85 cm in doorsnede. Het is een boom van de niet-overstromende delen van het regenwoud.
Bruinhart komt voor in Brazilië, Frans Guyana, Guyana, Peru en Suriname.
De soort wordt bedreigd door overexploitatie.
De zaden worden voornamelijk verspreid door twee knaagdiersoorten Dasyprocta leporina (goudhaas) en Myoprocta exilis (rode acouchy). De bloemen zijn klein, geel van kleur en geurig, wat erop wijst dat ze waarschijnlijk door kleine insecten bestoven worden.  Gewoonlijk zijn er niet meer dan 9 bomen van de soort in een hectare, hoewel ze wel in groepjes bijeen staan. Toch liet een genetische studie in Frans-Guyana zien dat er zelfs over een afstand van 300 km een goede genetische uitwisseling plaatsvond.

## Het hout
Het spinthout steekt goed af en is roomgeel van kleur. Het kernhout is donkerbruin of roodbruin. 